# Змова Тарквінія

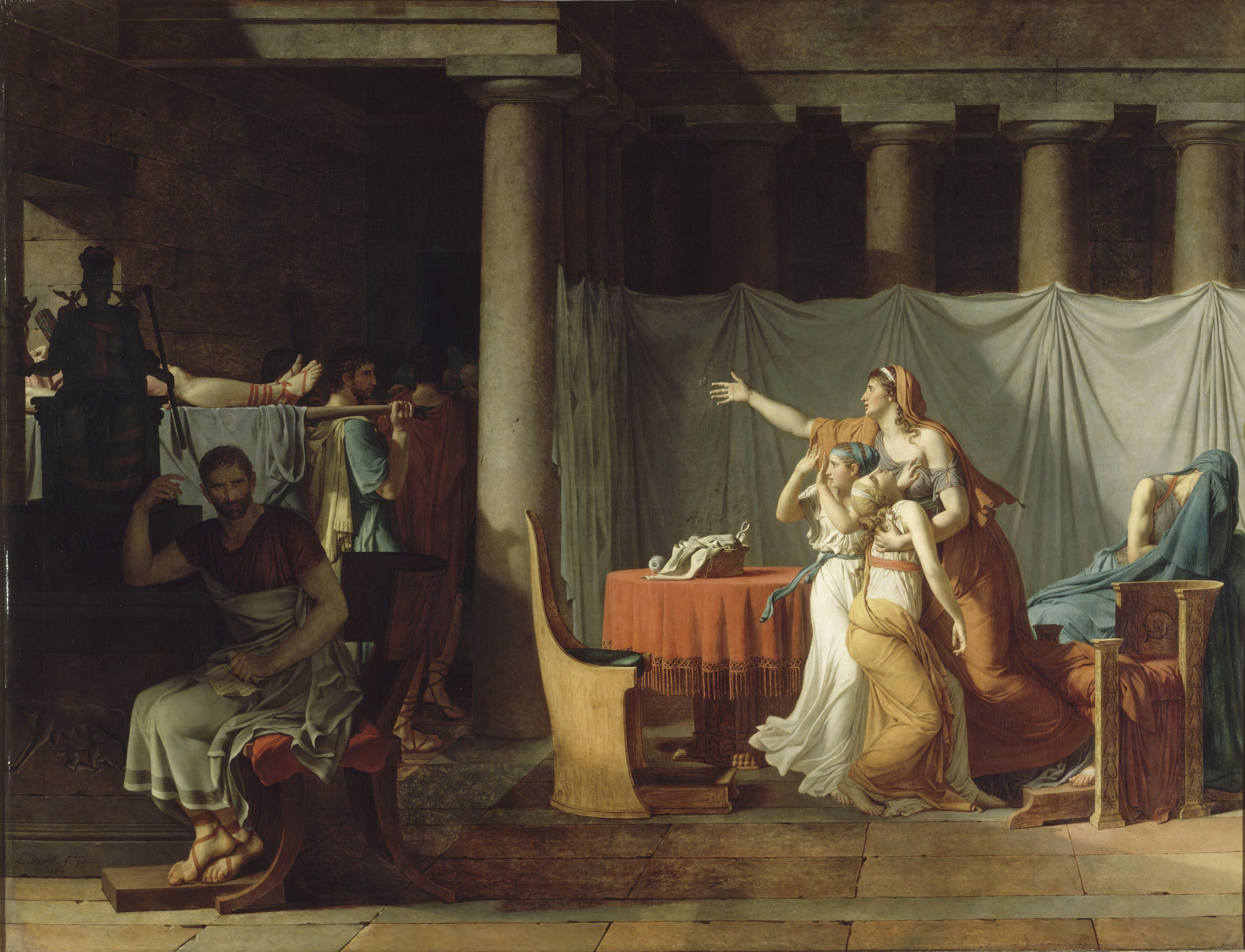
«Ліктори приносять Бруту мертвих синів», Жак-Луї Давід

Змова Тарквінія – згідно з римською легендою, змова між рядом сенаторів та знатними людьми Риму, спрямована на відновлення царської влади Луція Тарквінія Гордого. Відбулася в 509 році до н.е. і обернулася невдачею: змовники були викриті та страчені.

## Передісторія
В 509 році до н.е. був вигнаний останній цар із Риму, в результаті обурення людей деспотичним правлінням Луція Тарквінія Гордого і поведінки його молодшого сина Секста Тарквінія, що зґвалтував Лукрецію - римську матрону та дружину Коллатіна. Після скоєного, вона повідомила про все, що трапилося своєму чоловіку та батьку і, вихопивши ніж, вчинила самогубство. Внаслідок цьоого відбувся державний переворот на чолі Юнієм Брутом, який згодом був обраний на центуріатних зборах консулом республіки разом з Коллатіном. Монархію було повалено, а царську сім’ю було вигнано із Риму.

## Початок та кінець змови
Через деякий час після вигнання, посли царської сім’ї прибули в Рим для того, щоб не вимагати повернення царя, а переконати сенат повернути Тарквінію хоча б його майно, яке було захоплене після перевороту. В той час коли сенат почав обговорювати цю пропозицію, посли почали шукати прибічників монархії, яких би повернення Тарквінія задовольнило, щоб разом з ними організувати змову з метою повернення царя в Рим. 
Два брати дружини Брута з роду Вітелліїв, разом з братами з роду Аквіліїв були головними змовниками. До них приєдналися двоє синів Брута: Тит Юній Брут і Тиберій Юній Брут. У змові брали участь й інші знатні люди, проте їхні імена не називаються.
В сенаті ж прийняли рішення видати майно Тарквінію. Посли скористалися цим моментом, щоб затриматися на деякий час в місті і організувати змову, попросивши у консулів трохи часу, для того, щоб приготувати вози для царського майна.
Після того змовники зібралися у Вітелліїв, щоб обговорити план та свої подальші дії. Посли вимагали письмово підтвердити вірність Тарквінію, щоб бути впевненими, що їх не зрадять. Вірність було підтверджено.
Проте планам завадив Віндіцій, раб сім’ї Вітелліїв, який відчув, що щось відбувається. Він підслухав їхню розмову і все розповів консулам. Останні без зайвого шуму схопили послів та змовників, подбавши про те, щоб письмові докази не пропали. Зрадників кинули в кайдани.

## Наслідки
Справа про царське майно, яке раніше вирішили віддати колишньому царю, знову надійшла в сенат. В пориві гніву сенатори заборонили видачу майна Тарквінію і вирішили віддати його на розграбування простому народу. 
Послів відпустили через повагу до права народів. Зрадники ж були засуджені до смерті, в тому числі і сини Брута. Їх роздягли догола, посікли різками та стратили. 
Раб, який розкрив змову, отримав грошову винагороду, свободу та статус римського громадянина.